# Gibilrossa
Gibilrossa is een plaats (frazione) in de Italiaanse gemeente Misilmeri, provincie Palermo.

## Geschiedenis
De eerste nederzettingen in Gibilrossa gaan waarschijnlijk terug tot de 6e eeuw, toen enkele Basiliaanse monniken van oosterse ritus zich er vestigden en er een gebedshuis bouwden (dat later het Heiligdom van Onze-Lieve-Vrouw van Gibilrossa zou worden). Het dorp kreeg zijn naam pas twee eeuwen later, bij de verovering van Sicilië door de Arabieren. Zij noemden het جبل رأس (jabal raʾs), wat "Hoofdberg" betekent. In Gibilrossa begint immers de bergketen die de Conca d'Oro van Palermo omringt. Nadat de Noormannen het eiland heroverd hadden in de 11e eeuw, maakt Gibilrossa deel uit van het Koninkrijk Sicilië. Onder de soevereiniteit van achtereenvolgens de Noormannen, de Aragonezen en de Bourbons werd het lot van het dorp bepaald door een reeks feodale families.
Gibilrossa staat erom bekend een bolwerk geweest te zijn van de Garibaldiaanse troepen onder leiding van Nino Bixio, op de vooravond van de verovering van Palermo in 1860. Ook op deze plaats verzamelde Giuseppe La Masa 4000 vrijwilligers als steun voor het leger van Garibaldi. Om deze gebeurtenissen te herdenken, werd in Gibilrossa een obelisk opgericht. Ook een opschrift in het voormalige, intussen vervallen, klooster waar Garibaldi de nacht voor de aanval doorbracht, herinnert aan de gebeurtenissen tijdens het Risorgimento. Enkele decennia geleden werd de obelisk getroffen door een bliksemschicht, die de punt vernietigde. Door een slechte restauratie heeft de obelisk zijn elegante, perfect piramidale vorm verloren; wel werd de nieuwe, eerder afgeronde punt voorzien van een bliksemafleider.